# Keystone Pathfinder
El Keystone K-47 Pathfinder fue un avión de línea desarrollado en los Estados Unidos a finales de los años 20, construido sólo en forma de prototipo.

## Diseño y desarrollo
El Pathfinder fue un intento de la Keystone Aircraft Corporation de desarrollar una versión de transporte civil de la exitosa serie de bombarderos LB-5 y sus derivados, que estaba produciendo para el Cuerpo Aéreo del Ejército de los Estados Unidos. Como ellos, era un diseño biplano convencional con motores montados en góndolas en el ala inferior, pero también añadía un tercer motor, montado en el morro (como el único motor que había tenido el LB-1). Una cabina de pasajeros con diez asientos fue añadida al fuselaje.

## Historia operacional
El primer Pathfinder (registrado NX179) fue elegido por los pilotos de la Armada de los Estados Unidos Noel Davis y Stanton Wooster para su intento de cruzar el Atlántico por el premio Orteig. Los motores estándares Liberty fueron reemplazados por Wright J-5 de aproximadamente la mitad de su potencia. Pintado de amarillo, el avión fue bautizado American Legion por los patrocinadores del intento. El 26 de abril de 1927, una semana antes de su planeada salida, el avión se estrelló durante un vuelo de pruebas pesadamente cargado desde Langley Field en Hampton, Virginia. Incapaz de ascender lo suficientemente rápido para salvar una fila de árboles, Davis intentó girar el avión, pero perdió altura y se vio forzado a aterrizar. Aunque tuvo éxito en descender el avión, fue incapaz de detenerlo, ya que patinó hasta un pantano cercano y se hundió. Tanto Davis como Wooster murieron, el primero se rompió la cara y el segundo, el cuello. Los restos del avión fueron trasladados de vuelta a Keystone, donde fue reconstruido y vuelto a registrar (NC1612). Fue comprado por Basil Rowe para usarlo en su pionero servicio aéreo en las Indias Occidentales, West Indian Aerial Express, bautizándolo Santa Maria. Como Pan American expandió sus operaciones a esta área, el Santa Maria fue alquilado para realizar los primeros vuelos de correos de la aerolínea, desde Key West a La Habana, antes de que Pan Am comprase enteramente West Indian Aerial Express, y el Pathfinder con ella. El avión continuó volando con carga para Pan Am durante algunos años antes de ser retirado y quemado en Brownsville, Texas.
El segundo Pathfinder (NC5317) fue equipado con extensiones en su ala inferior que fueron usadas para llevar un anuncio publicitario de neón, del detergente para ropa Silver Dust, por los cielos nocturnos de Nueva York, durante 1928.

## Variantes
K-47
Versión inicial con motores Liberty L-12, modificado para intento trans-atlántico, 1 construido.
K-47A
K-47 reconstruido después de accidente para su uso como transporte comercial, fuselaje y envergadura inferior extendidos. Más tarde, remotorizado con Wright Cyclones para aumentar su velocidad máxima a 150 mph (240 km/h).
K-47C
Plataforma publicitaria con envergadura inferior aún más extendida, dos motores Wright J-5 y un Pratt & Whitney Wasp, uno construido.

## Operadores
Estados Unidos
- West Indian Aerial Express
- Pan Am

## Especificaciones (K-47A)

### Características generales
- Tripulación: Dos.
- Capacidad: Diez pasajeros.
- Longitud: 14,02 m
- Envergadura: 22,86 m
- Planta motriz: 3× motor radial de 9 cilindros refrigerado por aire Wright J-5.
  - Potencia: 160 kW (220 hp) cada uno.

### Rendimiento
- Velocidad nunca excedida (Vne): 180 km/h
- Alcance: 800 km